# Планетарне науке
Наука о Сунчевом систему, позната као планетологија, планетарна наука или планетарна астрономија обухвата различите научне области које проучају како чврсте тако и гасовите гигантске планете. Комбинована са општим поређењима са аналогним системима на Земљи она укључује и интердисциплинарни рад. Истраживање тежи да буде комбиновано опсервацијама, опсервацијама са удаљених свемирских летелица, као и експерименталном и теоретском раду базираном на Земљи. Уско је повезана са земаљским наукама.
Када се научна област бави појединачно сваким небеским телом, користи се засебан термин, као што је то приказано у доњој табели (уз напомену да су само хелиологија, геологија и селенологија често у употреби):
| Небеско тело | Термин        |
| ------------ | ------------- |
| Сунце        | Хелиологија   |
| Меркур       | Хермеологија  |
| Венера       | Китерологија  |
| Земља        | Геологија     |
| Месец        | Селенологија  |
| Марс         | Ареологија    |
| Јупитер      | Зенологија    |
| Сатурн       | Кронологија   |
| Уран         | Уранологија   |
| Нептун       | Посејдологија |
| Плутон       | Хадеологија   |

Темељни појмови:
- смеђи патуљци
- планете гасовити гиганти
- планете Земљине групе
- ледени месеци
- астероиди
- комете
- земљотрес
- екваторско испупчење
- Куперов појас
- магнетосфера
- расправа о Плутону
- прецесија
- Сунце
- међуделовање између Сунца и Земље
- свемирско време
- синхрона ротација
- екстрасоларне планете